# 별빛마루도서관
별빛마루도서관은 경기도 부천시에 있는 도서관이다.

## 연혁
- 2020.07.06 별빛마루도서관 개관

## 시설현황
- 옥상 : 정원
- 4층: 사무실
- 3층: 일반자료실2, PC코너 , 선사유적체험관
- 2층: 일반자료실1 ,북카페
- 1층: 어린이자료실, 수유실
- 지하1층: 기전실/기계실 , 지하주차장(주차공간: 93대 )

## 이용 안내
이용 시간
- 자료실: 평일 09:00~18:00(아동자료실) 09:00~22:00(종합자료실) / 토·일요일 09:00~17:00
- 열람실: 매일 07:00~22:00

휴관일
- 매주 월요일
- 일요일을 제외한 법정공휴일(단, 국경일이 일요일인 경우 휴관)